# أسيير جواريا
أسيير جواريا (بالإسبانية: Asier Goiria)‏ (19 سبتمبر 1980 بأموريبايتا-إيتكسانو في إسبانيا - ) هو لاعب كرة قدم إسباني في مركز الهجوم. لعب مع أتلتيك بيلباو ب ونادي أموريبايتا ونادي إيبار ونادي بورغوس ونادي جيرونا ونادي غرنيكا ونادي كارتاخينا ونادي ميرانديس ونومانسيا وLogroñés CF ‏.

## روابط خارجية
- أسيير جواريا على موقع قاعدة بيانات كرة القدم.إي يو (الإنجليزية)
- أسيير جواريا على موقع Soccerway.com (الإنجليزية)
- أسيير جواريا على موقع AS.com (الإسبانية)